# Dvsn
Dvsn è un duo musicale canadese formatosi nel 2015. È costituito dal cantante Daniel Daley e dal produttore discografico Nineteen85.

## Storia del gruppo
Il duo si è fatto conoscere nel 2016, dopo aver firmato un contratto con la OVO Sound, etichetta sotto la quale è stato messo in commercio l'album in studio di debutto Sept. 5th. Quest'ultimo, candidato ai Juno Award nella categoria di registrazione R&B/soul dell'anno, ha fatto irruzione nelle classifiche di Canada e Stati Uniti d'America. A seguito dell'uscita dell'LP hanno preso parte al Summer Sixteen Tour di Drake e hanno conseguito due nomination agli iHeartRadio MMVAs.
Nel 2018 si è snodata la loro prima tournée come headliner mondiale a supporto di Morning After, disco reso disponibile l'anno prima e a cui ha fatto seguito A Muse in Her Feelings (2020); entrambi gli album sono riusciti a piazzarsi nella top twenty canadese e top forty statunitense, toccando l'Official Albums Chart con l'ultimo dei sopraccitati progetti. La Recording Industry Association of America ha assegnato al duo quattro certificazioni d'oro, ciascuna denotante 500 000 unità di vendita, per i singoli Think About Me, Too Deep, Hallucinations e With Me.
Cheers to the Best Memories, mixtape in collaborazione con Ty Dolla Sign, è stato divulgato il 20 agosto 2021 e si è fermato tra le pubblicazioni settimanali più vendute negli Stati Uniti.

## Discografia

### Album in studio
- 2016 – Sept. 5th
- 2017 – Morning After
- 2020 – A Muse in Her Feelings
- 2022 – Working on My Karma

### Mixtape
- 2021 – Cheers to the Best Memories (con Ty Dolla Sign)

### Singoli
- 2016 – Hallucinations
- 2016 – The Line
- 2016 – Too Deep
- 2016 – With Me
- 2019 – In Between
- 2019 – Miss Me?
- 2019 – No Cryin (feat. Future)
- 2020 – A Muse
- 2020 – Between Us (feat. Snoh Aalegra)
- 2020 – Dangerous City (feat. Buju Banton)
- 2020 – Blessings
- 2021 – Use Somebody
- 2021 – I Believed It (con Ty Dolla Sign feat. Mac Miller)
- 2021 – Memories (con Ty Dolla Sign)
- 2022 – If I Get Caught
- 2022 – What's Up (feat. Jagged Edge)
- 2022 – Don't Take Your Love
- 2023 – Touch It (Do It Well Pt. 4)